# 播州の秋まつりシリーズ
播州の秋まつりシリーズ（ばんしゅうのあきまつりしりーず）は、サンテレビジョンで例年10月中旬から11月初旬に掛けて放送される特集番組。番組制作はサンテレビとキックオフ'80が共同で行っている。

## 概要
毎年秋になると、兵庫県の播州地方では数多くの秋祭りが行われるが（播州の秋祭りも参照）、その中でも特に有名な祭りの様子を紹介する。
番組は基本的に18時台または19時台に放送され、18時台の場合は45分枠、19時台の場合は55分枠で放送されるが、2008年以降は一部日曜日16:30からの放送があったり、18時台でも55分枠で放送されるなど、原則が崩れつつある。例外として、松原八幡神社の秋季例大祭（灘のけんか祭り）だけは、日曜日の12:30～13:55に放送され、番組構成・演出も他のものとは若干異なっている。ただし、2019年10月21日・22日に開催された魚吹八幡神社秋季例祭は、2日目（22日）が、今上天皇 徳仁ならびに、皇后雅子の即位礼正殿の儀と同日となったため、昼宮では、還御に先立って、「天皇皇后両陛下即位をお祝いするパレード」を開催した。そのため、同年放送された魚吹八幡神社秋季例祭のみ、「天皇皇后両陛下即位パレード」を放送するため、例年よりも放送時間を30分拡大し、90分番組として放送した。
なお通常のレギュラー番組枠を差し替えて放送するが、休止となったレギュラー番組の代替放送は基本的に行われない。
また翌年の正月には、新春特番として2時間のシリーズ総集編が放送される。
基本的にはサンテレビのみでの放送だが、2008年の灘のけんか祭りは、福井テレビジョン放送にも番販ネットされた。
番組スポンサーは、主に祭りが行われる地域に店舗・事務所を置く企業等によるものである。それら企業の中には、この番組のためだけに制作したCMも少なからずある一方、イオンのCMも多く流れる。また番組の前後（ステーションブレイク・ヒッチハイク）にも、スポンサーとは別の播州地方関連の企業CMが放送される。なお2010年は、CMを出稿する企業が大幅に減少し、イオンのCMも放送されなかった。
迫力のある祭りを扱う番組にもかかわらず、デジタル放送開始後も長らく4:3標準画質製作、かつモノラル音声であったが、デジタル放送への移行が完了した2011年制作分から、全面的にハイビジョン制作・ステレオ音声となった。
社会情勢や感染病などにより祭り自体が自粛や中止になることがあり、収録もできないため、放送自体しない場合もある。

### 遍歴
1978年に「播州の秋まつりシリーズ・祭りだヨイヤサ」として放送を開始し、灘のけんか祭り(1978年10月22日)、的形・湊神社(10月23日)、曽根天満宮(10月24日)、大塩天満宮(10月25日)、三木の秋祭り(10月26日)、魚吹八幡神社(10月29日)を取り上げた。翌年1979年より現行の「播州の秋まつりシリーズ」に改題された。
1988年は昭和天皇の容体悪化で自粛したため、放送しなかった。2020年と2021年は新型コロナウイルスにより、祭りが中止または自粛になったため放送はしなかった。

## 放送される祭り
- 恵美酒宮天満神社（台場練り）
- 高砂神社（神幸祭・3年に一度の船渡御）
- 荒井神社（仁輪加太鼓）
- 曽根天満宮（一ツ物神事・竹割り）
- 湊神社（屋台練り）
- 大塩天満宮（毛獅子舞）
- 松原八幡神社（灘のけんか祭り）
- 荒川神社（小芋祭り）
- 魚吹八幡神社（提灯祭り）
- 大宮八幡宮（三木の秋祭り）

「三木の秋祭り」は2007年までシリーズに含まれていなかったが、番組自体はシリーズとほぼ同じ体裁である（2006年までは製作会社やスタッフも共通していた）。また、1983年、1994年、1998年〜2000年は甲八幡神社秋祭りも放送していたが、現在では放送していない。

## 歴代のナレーター
- 三嶋真路
- 万田さざめ
- 水本貴士
- 寺西裕一
- 小林大作
- 井上宏之
- 石田隼大
- 木村英樹 (ナレーター)
- しのや文秀
- 湯口和明
- 島よしのり
- 梅本尚太

水本・寺西・小林は、灘のけんか祭りのみの担当。
2009年以降の放送では、祭りごとにナレーターが異なっている。
この他一部の祭りでは、リポーターも出演する。

## スタッフ

### 2016年現在
- プロデューサー
  - 上野信二（サンテレビ）…福崎・熊野神社、高砂神社、荒井神社、恵美酒宮天満神社、的形・湊神社、大塩天満宮、曽根天満宮、灘のけんか祭り、魚吹八幡神社担当。
  - 井上光一（サンテレビ）…福崎・熊野神社、高砂神社、荒井神社、的形・湊神社、灘のけんか祭り担当。
  - 森村勇太（サンテレビ）…恵美酒宮天満神社、大塩天満宮、曽根天満宮、魚吹八幡神社担当。
  - 岡本義則（グレートマザーカンパニー）…高砂神社、荒井神社、恵美酒宮天満神社、的形・湊神社、大塩天満宮、魚吹八幡神社担当、灘のけんか祭りは監修のみ。
  - 中野さなえ（グレートマザーカンパニー）…福崎・熊野神社、灘のけんか祭り担当、魚吹八幡神社は構成のみ。
- プロデューサー・ディレクター
  - 三尾勝真（三組）…曽根天満宮担当。
- 監修
  - 藤本俊之…灘のけんか祭り担当。
- ディレクター
  - 佐々木進（SASSAN）…福崎・熊野神社担当。
  - 浜崎達朗（伝像プロダクション）…高砂神社担当。
  - 清水駿…同上担当。
  - 江川徹（インターフェース）…荒井神社担当。
  - 岡山雅信（ジェット）…恵美酒宮天満神社担当。
  - 石川幸典（gomaora）…的形・湊神社担当。
  - 落合秀昭（ぶんぶん計画）…大塩天満宮担当。
  - 鮫島和隆（放送映画製作所）…灘のけんか祭り担当。
  - 林大仁（放送映画製作所）…魚吹八幡神社担当。
- 技術協力：放送映画製作所、エキスプレス、ルデ・プラス、トラッド、グッドジョブ、おとや工房、サウンドフォーラム、ウイル
- 制作協力：放送映画製作所、ジェット、伝像プロダクション、gomaora、インターフェース、オフィスビートル、SASSAN
- 制作：グレートマザーカンパニー、Office ZEST、三組（曽根天満宮のみ）
- 制作・著作：サンテレビジョン

### 過去のスタッフ
- プロデューサー
  - 西内隆（サンテレビ）…1982年・熊野神社担当
  - 三木清（サンテレビ）…1992年・同上担当
  - 中井拓人（サンテレビ）
- ディレクター
  - 藤本俊之…2013年・的形・湊神社担当
  - 宮下勝年（KANSHA）…2014年・同上担当
  - 飯田淳（KANSHA）…同年・同上担当
  - 竹内忠雄（KANSHA）…同年・灘のけんか祭り担当
  - 三井哲之助（KANSHA）…魚吹八幡神社担当
  - 永井星香（伝像プロダクション）…高砂神社担当。
  - 石川幸典（gomaora）…的形・湊神社担当
  - 古米由武（オフィスビートル）…灘のけんか祭り担当、以前は2014年・恵美酒宮天満神社担当
  - 田中朋広（SASSAN）…大塩天満宮担当
  - 北澤知彦（グレートマザーカンパニー）…荒川神社担当
  - 制作協力：KANSHA
  - 制作：キックオフ′80（三木の秋祭り以外、2012年まで）